# NGC 4999
NGC 4999 је спирална галаксија у сазвежђу Девица која се налази на NGC листи објеката дубоког неба.
Деклинација објекта је + 1° 40' 21" а ректасцензија 13h 9m 33,2s. Привидна величина (магнитуда) објекта NGC 4999 износи 12,2 а фотографска магнитуда 13,0. NGC 4999 је још познат и под ознакама UGC 8236, MCG 0-34-10, CGCG 16-12, IRAS 13069+0156, PGC 45632.